# Список крупнейших компаний Гонконга по версии Forbes (2011)
Список крупнейших публичных компаний Гонконга составлен на основе рейтинга Forbes Global 2000, опубликованного в журнале Forbes в апреле 2011 года.

## Методика составления рейтинга
Рейтинг Forbes Global 2000, ежегодно составляемый с 2003 года, рассчитывается по четырём основным показателям: выручка, прибыль, активы (данные за последние 12 месяцев) и рыночная стоимость (данные по состоянию на март 2011 года). Также учитываются показатели дочерних компаний, в которых материнская компания владеет или управляет более 50 % акций. Сначала специалисты Forbes составляют четыре отдельных списка 2000 крупнейших компаний по каждому из показателей. В этих списках существует минимальный порог попадания (в 2011 году это были $3,3 млрд для выручки, $207,9 млн для прибыли, $6,59 млрд для активов и $4,14 млрд для рыночной стоимости). Чтобы претендовать на место в итоговом рейтинге Forbes Global 2000, компания должна попасть хотя бы в один из списков (если компания имеет показатели ниже установленного порога, то она получает 0 баллов по этому списку). Затем баллы всех четырёх списков суммируются, и выводится сводный балл для каждой из компаний, которые сортируются по величине сводного балла в порядке убывания.

## Рейтинг
| № в Гонконге | Название                          | Сфера деятельности | Оборот млрд долл. | Рыночная стоимость млрд долл. | Число сотрудников тыс.человек. |
| ------------ | --------------------------------- | --- | ----------------- | ----------------------------- | ------------------------------ |
| 1            | China Mobile                      | Телекоммуникации | 71,75             | 192,07                        | 153                            |
| 2            | CNOOC Limited                     | Нефтегазовая промышленность | 27,05             | 101,29                        | 4                              |
| 3            | Hutchison Whampoa                 | Портовое хозяйство, недвижимость и гостиничный бизнес, розничная торговля, энергетика, телекоммуникации и финансовые услуги            | 26,93             | 49,9                          | 220                            |
| 4            | Jardine Matheson                  | Строительство, транспортные услуги, страхование, недвижимость, продажа автомобилей и мотоциклов, пищевые продукты и гостиничный бизнес | 30,05             | 33,68                         | 270                            |
| 5            | AIA Group                         | Страхование и финансовые услуги | 14,64             | 35,72                         | 21                             |
| 6            | China Unicom                      | Телекоммуникации | 22,53             | 39,75                         | 217                            |
| 7            | BOC Hong Kong                     | Банковское дело и финансовые услуги | 5,52              | 33,73                         | 14                             |
| 8            | Sun Hung Kai Properties           | Недвижимость, гостиничный бизнес, телекоммуникации                                                                                     | 4,26              | 41,08                         | 32                             |
| 9            | CLP Holdings                      | Энергетика | 7,51              | 19,68                         | 6                              |
| 10           | Swire Pacific                     | Недвижимость, напитки, транспортные услуги, торговля, авиационная промышленность                                                       | 3,76              | 21,58                         | 100                            |
| 11           | Noble Group                       | Поставки сельскохозяйственных продуктов, металлов, сырья и биотоплива                                                                  | 56,66             | 9,6                           | 11                             |
| 12           | Cheung Kong Group                 | Недвижимость, гостиничный бизнес, розничная торговля, энергетика, телекоммуникации, финансовые услуги                                  | 2,28              | 36,64                         | 9                              |
| 13           | Cathay Pacific Airways            | Авиаперевозки | 11,52             | 9,46                          | 28                             |
| 14           | Citic Pacific                     | Металлургия, добыча железной руды, недвижимость, транспортные услуги, энергетика                                                       | 9,08              | 9,79                          | 30                             |
| 15           | MTR Corporation                   | Железнодорожные перевозки, недвижимость                                                                                                | 3,8               | 21,53                         | 21                             |
| 16           | Wharf Holdings                    | Недвижимость, развлечения, логистика                                                                                                   | 2,26              | 20,05                         | 13                             |
| 17           | Henderson Land                    | Недвижимость, строительство, гостиничный бизнес                                                                                        | 1,31              | 13,54                         | 8                              |
| 18           | Li & Fung                         | Поставки одежды, бытовой техники, игрушек и косметики                                                                                  | 13,48             | 22,99                         | 13                             |
| 19           | New World Development             | Недвижимость, строительство, телекоммуникации                                                                                          | 3,88              | 7,14                          | 55                             |
| 20           | Bank of East Asia                 | Банковское дело и финансовые услуги | 2,34              | 8,9                           | 11                             |
| 21           | Wheelock & Co                     | Недвижимость, гостиничный бизнес, развлечения, портовое хозяйство                                                                      | 2,44              | 7,25                          | 14                             |
| 22           | Hang Lung Group                   | Недвижимость | 1,62              | 8,31                          | 2,5                            |
| 23           | Power Assets Holdings             | Энергетика | 1,33              | 14,37                         | 2                              |
| 24           | China Resources Power Holdings    | Энергетика, добыча угля | 4,28              | 7,98                          | 24                             |
| 25           | Orient Overseas                   | Транспортные услуги, логистика, недвижимость                                                                                           | 6,03              | 5,82                          | 8                              |
| 26           | China Resources Enterprise        | Недвижимость, розничная торговля, напитки, пищевые продукты, текстиль                                                                  | 8,27              | 9,05                          | 152                            |
| 27           | Hong Kong & China Gas             | Газовая промышленность и коммунальное хозяйство                                                                                        | 2,49              | 16,51                         | 2                              |
| 28           | Hong Kong Exchanges & Clearing    | Финансовые услуги | 0,9               | 23,12                         | 0,8                            |
| 29           | China Resources Land              | Недвижимость, строительство | 2,14              | 8,7                           | 6                              |
| 30           | Belle International               | Обувь, спортивные товары, розничная торговля                                                                                           | 3,6               | 15,21                         | 72                             |
| 31           | Link Real Estate Investment Trust | Недвижимость и парковочный бизнес | 0,6               | 6,98                          | 0,7                            |
| 32           | Esprit Holdings                   | Розничная торговля одеждой | 4,33              | 6,18                          | 14                             |
| 33           | China Merchants                   | Портовое хозяйство, логистика, производство контейнеров                                                                                | 0,5               | 10,4                          | 4                              |
| 34           | GCL-Poly Energy Holdings          | Солнечная энергетика | 2,38              | 7,33                          | 12                             |
| 35           | Hopson Development                | Недвижимость | 1,45              | 1,89                          | 7                              |
| 36           | Sino Land                         | Недвижимость и гостиничный бизнес | 1                 | 4,47                          | 13                             |
| 37           | Chinese Estates                   | Недвижимость, розничная торговля | 0,3               | 3,18                          | 0,3                            |
| 38           | China Properties Group            | Недвижимость и гостиничный бизнес | 0,2               | 0,6                           | 0,3                            |
| 39           | First Pacific                     | Телекоммуникации, пищевые продукты, сырье                                                                                              | 3,92              | 3,15                          | 68                             |
| 40           | Kingboard Chemical                | Химическая, стекольная и электронная промышленность                                                                                    | 4,36              | 4,6                           | 47                             |
| 41           | China Taiping Insurance           | Страхование | 4,35              | 4,8                           | 33                             |
| 42           | Shangri-La Asia                   | Гостиничный бизнес, недвижимость | 1,23              | 7,94                          | 26                             |
| 43           | Beijing Enterprises               | Газовая промышленность, коммунальное хозяйство, транспортные услуги, пиво                                                              | 3,12              | 6,15                          | 38                             |
| 44           | China Everbright                  | Финансовые услуги | 0,5               | 3,78                          | 0,2                            |
| 45           | Sino-Forest                       | Плантационное хозяйство и деревообработка                                                                                              | 1,92              | 5,22                          | 3                              |
| 46           | Wing Hang Bank                    | Банковское дело | 0,6               | 3,74                          | 3                              |

## Галерея
- Здание Jardine Matheson
- Здание AIA Group
- Здание BOC Hong Kong
- Здание Cheung Kong
- Здание Bank of East Asia
- Здание HK Exchanges
- Здание Cathay Pacific Airways